# Macrosphenidae
I Macrosfenidi (Macrosphenidae Fregin, Haase, Olsson and Alström, 2012) sono una famiglia di uccelli passeriformi africani.

## Descrizione
I generi appartenenti a questa famiglia sono morfologicamente ed ecologicamente molto differenti tra di loro ed è difficile, se non impossibile, definire dei caratteri comuni. Nonostante la mancanza di somiglianze macroscopiche, la monofilia del raggruppamento è stata ampiamente dimostrata in differenti studi filogenetici.
Le loro dimensioni vanno dagli 8–12 cm delle specie del genere Sylvietta, ai 19–23 cm dell'erbarolo del Capo (Sphenoeacus afer).

Il colore del piumaggio è nella maggior parte delle specie poco appariscente, andando dal bruno al rossiccio, talora con striature nerastre e varie sfumature di verde opaco, giallo, marrone e grigio; a seconda delle specie la coda può essere più o meno lunga, con estremità arrotondata o appuntita.

## Distribuzione e habitat
L'areale della famiglia si estende nell'Africa subsahariana, dove le differenti specie occupano una varietà di habitat che vanno dalla foresta pluviale primaria alle radure boschive per il genere Macrosphenus, dalla savana alberata, alle macchie aride e alle boscaglie per il genere Sylvietta, dalle zone aride ai ghiaioni rocciosi per Achaetops pycnopygius, ai pascoli per Melocichla mentalis e Sphenoeacus afer. Sono specie prevalentemente sedentarie, anche se per Melocichla mentalis e Sylvietta brachyura sono state documentate limitate migrazioni nell'Africa occidentale, correlate con la stagione delle piogge.

## Tassonomia
La monofilia del raggruppamento è stata inizialmente documentata da Beresford et al. (2005), che identificarono all'interno della famiglia Sylviidae un clade, denominato informalmente Sphenoeacus-group, considerato come un clade basale della superfamiglia Sylvioidea, che includeva specie apparentemente dissimili quali Sphenoeacus afer, Sylvietta spp. e Achaetops pycnopygius. Solo nel 2012 Fregin et al. hanno formalmente proposto per questo raggruppamento il nome di Macrosphenidae.
La famiglia comprende i seguenti generi e specie:
- Genere Melocichla
  - Melocichla mentalis (Fraser, 1843) – melocicla dai mustacchi
- Genere Sphenoeacus
  - Sphenoeacus afer (Gmelin, 1789) – erbarolo del Capo
- Genere Achaetops
  - Achaetops pycnopygius (Sclater, 1853) – corridore delle rocce
- Genere Macrosphenus
  - Macrosphenus flavicans Cassin, 1859 - beccolungo giallastro
  - Macrosphenus kempi (Sharpe, 1905) - beccolungo di Kemp
  - Macrosphenus concolor (Hartlaub, 1857) – beccolungo grigio
  - Macrosphenus pulitzeri Boulton, 1931 – beccolungo di Pulitzer
  - Macrosphenus kretschmeri (Reichenow & Neumann, 1895) – beccolungo di Kretschmer
- Genere Sylvietta
  - Sylvietta brachyura Lafresnaye, 1839 – silvietta settentrionale
  - Sylvietta whytii Shelley, 1894 – silvietta facciarossa
  - Sylvietta philippae Williams, 1955 – silvietta somala beccocorto
  - Sylvietta rufescens (Vieillot, 1817) – silvietta beccolungo
  - Sylvietta isabellina Elliot, 1897 – silvietta somala beccolungo
  - Sylvietta ruficapilla Barboza du Bocage, 1877 – silvietta capirossa
  - Sylvietta virens Cassin, 1859 – silvietta verde
  - Sylvietta denti Ogilvie-Grant, 1906 – silvietta ventregiallo
  - Sylvietta leucophrys Sharpe, 1891 – silvietta dai sopraccigli bianchi
- Genere Cryptillas
  - Cryptillas victorini (Sundevall, 1860) – forapaglie di Victorin